# Eve Meyer
Eve Meyer (Griffin, 13 de desembre de 1928 - Tenerife, 27 de març de 1977), fou una model eròtica estatunidenca, playmate de la revista Playboy. Quan comptava amb 26 anys va esdevenir la playmate del mes de juny de 1955. Meyer va ser la primera playmate fotografiada expressament per a Playboy a partir d'un esbós presentat pel director d'art Arthur Paul al fotògraf Russ Meyer, marit d'aquesta.
El 1969 s'acabaria divorciant del polèmic director. "Vaig ser el típic porc. La vaig abandonar i vaig trobar un altre parell de mamelles […] Ens divorciem, i Eve es va matar en un accident d'avió. Em vaig sentir fatal. Havia estat un gran amor, un gran matrimoni".
Eve Meyer va morir a l'illa de Tenerife, (Espanya), en el major accident aeri de la història de l'aviació ocorregut en l'Aeroport de Tenerife Nord el 27 de març de 1977.